# Jure Ivanković
Jure Ivanković (Široki Brijeg, 15. studenog 1985.)  bosanskohercegovački je nogometni trener i nekadašnji nogometaš. Trenutačno je trener kadeta splitskog Hajduka.
Rodio se u Širokom Brijegu 15. studenog 1985. godine.
U igračkoj karijeri igrao je najviše za NK Široki Brijeg te za NK Imotski i HŠK Posušje. Ivanković je u Hajduk stigao 2023., kada je u Široki Brijeg otišao Marijan Budimir. Ima UEFA-inu Pro licencu.
Ivanković je za reprezentaciju Bosne i Hercegovinu debitirao u prosincu 2010. u prijateljskoj utakmici protiv Poljske. To je ostao njegov jedini međunarodni nastup.
U dosadašnjoj trenerskoj karijeri bio je pomoćnik Toniju Karačiću u Širokom Brijegu, a zatim je od kolovoza 2021. do travnja 2022. i samostalno vodio Široki Brijeg. Aktualni je član stručnog stožera U-15 reprezentacije Bosne i Hercegovine. Vodio je i juniore Širokog Brijega s kojima je osvojio četvrto mjesto na prvenstvenoj tablici. Od listopada 2023., kada je Mislav Karoglan postao trener Hajduka, Jure Ivanković bio je jedan od pomoćnika, a postao je privremeni trener Hajduka od travnja 2024. 